# 綱渡りの男 (絵本)
『綱渡りの男』 (つなわたりのおとこ; The Man Who Walked Between the Towers) は、アメリカの作家モーディカイ・ガースティンの文と絵による、児童文学絵本。2003年に出版されたこの絵本は、フランス人フィリップ・プティの偉業を描いたもので、彼は1974年8月にニューヨークのワールドトレードセンターのツインタワービルの屋上の間で綱渡りをした。ガースティンはこの絵で2004年コールデコット賞を受賞した。この本は映画化され、バレエにもなっている。

## あらすじ
物語はフランスの大道芸人から綱渡り芸人に転じたフィリップ・プティの、「世紀の大当たり」と彼が呼ぶ挑戦を追っている。ツインタワービルの間を綱渡りしようというアイデアが浮かんだ時、プティは妄想に憑りつかれた。熟考を重ね慎重に計画が立てられ、ついに彼は1974年夏の早朝、夢の一撃を実現させた。評判のツインタワーの間を綱渡りする前に、彼はフランスのパリにいた時にノートルダム寺院の間を綱渡りした。 
ツインタワーはまだ工事中だったので、プティと友人は工事作業員に変装し、他の作業員に紛れ込んで南タワーに忍び込んだ。彼らは約200kgの鋼鉄ケーブルをエレベーターで100階まで運び、夜が来るまで待ち、屋上まで180段の階段を登った。真夜中にあと2人の友人が助けに来た。 
彼らは釣り糸を矢に取り付け、北タワーから40メートルほど離れたフィリップに向けて射った。しかしながら、風のために的を外れ、矢は突起物の上に落ちた。フィリップはタワーを突起まで這い降りて、矢を手にするのに成功した。この釣り糸に強力なロープをつなげ、仲間がそれを引き戻し、2センチ弱の幅のケーブルに結び付けた。ケーブルはとても重たかったので、タワーの間に張って固定するのに3時間かかった。 
1974年8月7日夜明けまでに、彼らはツインタワーの間の綱を締めた。フィリップは黒のシャツとタイツに着替え (この時のために特別に用意したものだった)、彼は8.5メートルのバランス棒を手に取り、綱の上を歩き始めた。「ぼくは一人で、全く自由だ」と彼は感じた、と著者モーディカイ・ガースティンは書いている。2つのタワーの間を誰かが歩いているのを見つけた目撃者は、すぐに警察に通報した。警官たちは大急ぎでタワーの屋上に駆け付け、フィリップに「逮捕するぞ！」と叫んだ。約1時間の間、フィリップは綱の上を歩き、踊り、飛んだり跳ねたり、綱の上を行ったり来たりした。横になって休むこともあった。彼は完全に満足すると、タワーの方へやってきて、手首を手錠に差し出した。警官たちは彼を裁判所へ連れて行くと、裁判官は彼に、公園で街の子どもたちのために綱渡りするよう言い渡した。彼は喜んでこれをやり、綱渡りの最中に子どもが綱を引っ張ったので、彼は落ちたが自分でつかまった。

## 評価
『綱渡りの男』は発売後、ガースティンの文と絵が、非常に力強く心のこもった批評を得た。カーカスレビュー誌は、「全ての世代の読者がこの物語、冒険、ユーモア、そして類なきビルへのオマージュと忘れがたき男を、何度も繰り返し読む」と評した。パブリッシャーズ・ウィークリー誌は「ガースティンのドラマチックな画は、どの読者も息を止める視点を持っている。ほんとに素晴らしい」と書いた。スクール・ライブラリー・ジャーナル誌は「気品のある風格と神話的雰囲気で、このユニークで高揚させる本は、実物よりも大きな人物のポートレートとなり、タワーとそれに関わった人々の記念碑である」と書いた。

## 日本語訳
2005年8月に小峰書店から川本三郎の訳で『綱渡りの男』が刊行された。

## アニメ映画
2005年、ウェストンウッズスタジオのマイケル・スポーン監督により短篇アニメーションに映画化され、ジェイク・ジレンホールがナレーションを担当した。この映画は2005年のハートランド映画祭で短編部門の最優秀観客賞を受賞し、2006年にはオタワ国際アニメーションフェスティバルで最優秀児童向けアニメ短篇賞に輝いた。2008年のアカデミー賞を受賞したイギリスのドキュメンタリー映画『マン・オン・ワイヤー』のDVDに特典として収録されている。

## バレエ
ニュージャージー州グラスボロのローワン大学で、同名の2幕バレエとして上演された。それはポール・ターナーが構想、振付、演出を担当し、2008年12月に初演されたが、非常に好評だった。ダンスが主体で、特に綱渡りの場面では人形も使われた。